# 1말레이시아 디밸롭먼트 베르하드
1말레이시아 디밸롭먼트 베르하드(1Malaysia Development Berhad, 1MDB, 말레이어: [ˈsatu maˈlajʃa dɛˈvɛlɔpmɛn(t) bərˈɦad])는 지급불능에 빠진 말레이시아 전략 개발 회사로 전적으로 재무부 장관(Incorporated)이 소유하고 있다.
2015년에 이 회사는 자금세탁, 사기 (법률), 횡령죄를 지적하는 증거와 함께 주요 국제 부패 스캔들의 대상이 되었다. 미국 법무부(DOJ)가 제기한 소송에서는 말레이시아 1MDB 국유 펀드에서 최소 35억 달러가 도난당했다고 주장하고 있다. 미국 법무장관 제프 세션스는 국제 회의에서 이를 "최악의 도둑정치"라고 묘사했다. 2020년 9월 도난 혐의 금액은 미화 45억 달러로 늘어났으며 말레이시아 정부 보고서에 따르면 1MDB의 미결제 부채는 미화 78억 달러에 달한다. 이 스캔들에는 나지브 라자크 말레이시아 총리가 연루되어 2018년 선거에서 자신의 정당이 패배하고 결국 재판과 투옥으로 이어졌다.
2021년 8월 5일 기준, 글로벌 도벽에 맞서기 위한 지속적인 노력의 일환으로 미국 법무부는 미국 관할권 내에서 유용된 총 12억 달러의 1MDB 자금을 회수하여 말레이시아 국민에게 반환했으며, 이는 여러 국가 목록에 합류했다. 복구를 시작했거나 이미 더 적은 양의 복구 금액을 본국으로 송환했다.